# 電玩大牌黨
《電玩大牌黨》（Start! Game Party）是中國電視公司的電玩資訊節目，製作單位是昂騰傳媒行銷有限公司，製作人是劉維國，台灣時間2010年4月4日00:00於中視無線台開播，是《數位遊戲王》的接檔節目。2010年4月4日至2010年8月29日為第1季節目期間，2010年9月5日起由新主持群接手擔任第二季節目主持。2011年3月27日因中視節目規劃因素播出後暫時停播。節目共計已播出53集，播映期間為一年。

## 播出期間與時段
- 第一季:2010年4月4日-2010年8月29日，時段為星期日00:00-01:00首播，次周六凌晨03:00-04:00重播。
- 第二季:
  1. 2010年9月5日-2010年10月10日為原時段。
  2. 2010年10月17日起，因中視新開電玩競技節目《電競All Star》，節目調整到周一(10月18日起)凌晨00:30播出(可能會因前面偶像劇節目加長演出而後延)，次周六04:00-05:00重播(12月4日起取消重播時段)。同時節目啟用全新固定式專屬布景。
  3. 2011年1月15日起，調整為星期六23:30-00:30播出，次周一03:00-04:00重播。
  4. 2011年2月13日起，調整為星期日00:00-01:00播出，次周六04:00-05:00重播。

## 節目主持人
- 第一季：小虎牙、安久桑、婕希、柔柔、小美、巧克力 共計6位。2010年5月節目舉辦「誰來主持，您來決定」的投票活動，由觀眾以簡訊投票方式選擇支持的主持人，最後淘汰小美與巧克力共計2位。
- 第一季節目主持人除了小虎牙以及柔柔,其他皆為明星藝能學員的學生,小虎牙則是從數位遊戲王跳槽到該節目
- 第二季起：袁艾菲（迅猛龍）、安心亞、漾漾、夢夢 共計4位，4人皆曾擔任過電玩遊戲代言人。
- 目前主要主持人(第二季起)：袁艾菲（迅猛龍）、安心亞，擔任棚內各單元串場，以及部分遊戲的幕後旁白。外景主持人則由漾漾與夢夢 二位擔任。

## 製播單元
1. 大牌PC Game:以介紹目前最新PC Game為主，第1期內容多為線上遊戲，第2季節目開始後逐漸增加單機遊戲介紹。
2. 大牌TV Game:介紹TV Game,內容以PS3/Xbox360/Wii等家用平台遊戲為主，PSP/NDS等掌機遊戲為次。
3. 特別企劃單元:東京電玩展特別報導、Xbox360體感探測器Kinect遊戲體驗..等
4. 電玩比一比:如以下附表。
5. 期待Game搶鮮看:在節目片尾撥放備受期待的遊戲宣傳片。
6. 本週最大牌:與電玩快打的本週主打星類似,介紹一款比較受期待的Game,但後續並未繼續播出。
7. 遊戲討論人氣榜:介紹在本週最受玩家討論的遊戲排行榜,但在小美與巧克力2人離開節目後該單元也停止製作。
8. 電玩瞭了沒:介紹Online Game趣味用語。
9. 往日最大牌－經典懷舊遊戲介紹:介紹許多FC跟SFC的遊戲,曾是第1季節目中大受好評之單元,在第2季後逐漸沒落。
10. 大牌Web Game:介紹網頁遊戲，包含以FLASH製作者以及網頁式線上遊戲等。

## 第二季新增單元電玩比一比戰績
- 本單元企劃是由兩位棚內主持人以近期熱門遊戲進行PK對戰，由勝的一方對敗者進行終極處罰。2010年11月29日起節目邀請專業電玩玩家暨前XBOX360小天使-可可擔任長期固定來賓，擔任遊戲說明，並且教導主持人操作遊玩該遊戲。

| 次數 | 播出日期   | 遊戲                                   | 勝利者 |
| ---- | ---------- | -------------------------------------- | ------ |
| 0    | 2010.10.10 | IPhone 4程式-抽衛生紙遊戲              | 安心亞 |
| 1    | 2010.11.01 | NBA 2K11                               | 安心亞 |
| 2    | 2010.11.08 | 蒼翼默示錄:連續變幻                    | 袁艾菲 |
| 3    | 2010.11.15 | 死亡風暴海盜                           | 安心亞 |
| 4    | 2010.11.22 | 派對總動員                             | 袁艾菲 |
| 5    | 2010.11.29 | 火影忍者疾風傳 終極風暴2               | 袁艾菲 |
| 6    | 2010.12.06 | 七龍珠:迅猛炸裂2                       | 袁艾菲 |
| 7    | 2010.12.13 | Kinect大冒險與逍遙快車                 | 安心亞 |
| 8    | 2010.12.20 | Kinect大運動會                         | 袁艾菲 |
| 9    | 2010.12.27 | NBA JAM                                | 安心亞 |
| 10   | 2011.01.03 | 小精靈(PACMAN)世界冠軍賽紀念版         | 安心亞 |
| 11   | 2011.01.10 | 動感格鬥                               | 袁艾菲 |
| 12   | 2011.01.15 | 運動冠軍(Sports Champions)-射箭篇      | 安心亞 |
| 13   | 2011.01.22 | 運動冠軍(Sports Champions)-劍術篇      | 袁艾菲 |
| 14   | 2011.01.29 | 聖靈之心3(Arcana Heart 3)              | 袁艾菲 |
| 15   | 2011.02.13 | 俄羅斯方塊(Tetris)                     | 安心亞 |
| 16   | 2011.02.20 | 小小大星球2                            | 安心亞 |
| 17-1 | 2011.02.27 | Sing Star                              | 安心亞 |
| 17-2 | 2011.02.27 | 初音未來-名伶計畫                      | 安心亞 |
| 17-3 | 2011.02.27 | 鐵拳6-血之叛亂                         | 袁艾菲 |
| 17-4 | 2011.02.27 | Party Magic-Finger Fighting            | 袁艾菲 |
| 18   | 2011.03.06 | 揮一揮，捉猴啦(APE Escape On The Move) | 袁艾菲 |
| 19   | 2011.03.13 | 凱薩琳                                 | 安心亞 |
| 20   | 2011.03.20 | Sing Star(第二次對戰)                  | 袁艾菲 |
| 21   | 2011.03.27 | Marvel VS Capcom 3:兩個世界的命運      | 袁艾菲 |

## 2010電玩遊戲人氣榜
- 2011年2月5日播出的新年特別節目有列出十五款人氣遊戲，名次排列如下:

1. 第1名:質量效應2
2. 第2名:星海爭霸2：自由之翼
3. 第3名:魔物獵人攜帶版3rd
4. 第4名:魔獸世界-浩劫與重生
5. 第5名:碧血狂殺
6. 第6名:超級瑪莉歐銀河2
7. 第7名:最後一戰：瑞曲之戰
8. 第8名:決勝時刻：黑色行動
9. 第9名:超級快打旋風4
10. 第10名:死亡復甦2
11. 第11名:刺客教條：兄弟會
12. 第12名:神鬼寓言3
13. 第13名:戰地風雲：惡名昭彰2
14. 第14名:暴雨殺機
15. 第15名:完全征服

## 資料來源
- 電玩大牌黨>週六2400~電玩美眉等你準時收看！
- 遊戲基地網站新聞:電玩主持人大PK「電玩大牌黨」人氣最低的美眉將丟主持棒 （页面存档备份，存于）
- 【電玩大牌黨】迅猛龍、安心亞~陪你度過週末夜!!

## 相關網站
- 中國電視公司電玩大牌黨官方網站

| 中視無線台 星期六23:50或星期日00:00節目      | 中視無線台 星期六23:50或星期日00:00節目    | 中視無線台 星期六23:50或星期日00:00節目 |
| -------------------------------------------- | ------------------------------------------ | --------------------------------------- |
|                                              | 電玩大牌黨 （2010年4月4日－2011年3月27日） |                                         |
| 數位遊戲王 （2002年12月14日－2010年3月27日） | 電競All Star (2010年10月17日－)            |                                         |